# Ianculești, Giurgiu
Ianculești este un sat în comuna Stoenești din județul Giurgiu, Muntenia, România.
 Acest articol despre o localitate din județul Giurgiu este deocamdată un ciot. Puteți ajuta Wikipedia prin completarea lui.